# A Sister to Assist 'Er (1948)
A Sister to Assist 'Er é um filme de comédia britânico de 1948, dirigido por George Dewhurst, estrelado por Muriel Aked, Muriel George e Michael Howard.
Foi baseado na peça homônima de John le Breton.

## Elenco
- Muriel Aked ... Daisy Crawley
- Muriel George ... Gladys May
- Michael Howard ... Alf
- Gene Ashley